# Savièse
Savièse (tyska: Safiesch) är en kommun i distriktet Sion i kantonen Valais i Schweiz. Kommunen har 8 182 invånare (2023). Huvudort är Saint-Germain.
Kommunen består av orterna Saint-Germain, Chandolin, Granois, Drône, Roumaz och Ormône samt ett flertal mindre byar.
En majoritet (94,0 %) av invånarna är franskspråkiga (2014). 76,4 % är katoliker, 6,0 % är reformert kristna och 17,7 % tillhör en annan trosinriktning eller saknar en religiös tillhörighet (2014).
| Ort           | Invånare 31 dec 2021 |
| ------------- | -------------------- |
| Saint-Germain | 1 755                |
| Chandolin     | 832                  |
| Vuisse        | 147                  |
| Drône         | 1 271                |
| Granois       | 1 166                |
| Ormône        | 1 439                |
| Roumaz        | 653                  |